# Саэс, Ирене
Ирене Лайлин Саэс Конде (исп. Irene Lailin Sáez Conde; род. 13 декабря 1961, Каракас) — венесуэльская модель, фотомодель, актриса

. Ирене  и королева красоты; победительница международного конкурса красоты «Мисс Вселенная 1981 года». Кроме того, Ирене Саэс известна как политик: она была главой Чакао (муниципалитет Каракаса), губернатором штата Нуэва-Эспарта (состоит из трёх островов: Маргарита, Коче и Кубагуа) и кандидатом в президенты страны.

## Биография

### Детство и юность
Ирене Саэс родилась 13 декабря 1961 года; провела почти всё детство в Чакао — одном из районов венесуэльской столицы. Она рано осиротела: её отец, Карлос Саэс, и мать, Лигия Конде, умерли, когда девочке было всего три года от роду.
В начале своей карьеры модели Саэс три года подряд была названа королевой клуба «Campestre Los Cortijos», что придало ей уверенности в себе, и в 1981 году она подала анкету на участие в конкурсе «Мисс Венесуэла 1981». На ежегодном национальном конкурсе красоты её ждал первый триумф, который открыл ей дорогу на участие в международном конкурсе «Мисс Вселенная 1981 года».
30-й ежегодный конкурс красоты «Мисс Вселенная» проходил 20 июля 1981 года в Соединённых Штатах Америки в городе Нью-Йорке в бродвейском театре «Минскофф». Вели шоу Боб Баркер и Эльке Зоммер. За победу на нём соревновалось 77 претенденток, но двадцатилетняя Ирене Лайлин Саэс Конде сумела обойти всех конкуренток и была коронована как новая «Мисс Вселенная».
Проведя год, путешествуя по миру в качестве «Мисс Вселенной», Ирене Саэс стала прилежно изучать политологию в Центральном университете Венесуэлы, а затем успешно проработала год в качестве культурного представителя Венесуэлы в Организации Объединенных Наций, расширяя в меру сил международные контакты в сфере культуры и дипломатии.

### Политическая деятельность
В начале 1990-х годов Ирене Лайлин Саэс Конде обратилась к политике, и через неделю после попытки государственного переворота в ноябре 1992 года во главе с Уго Чавесом она была избрана мэром родного муниципалитета Чакао в Каракасе, штат Миранда.
В то время Саэс не знала, что её политическое будущее по-прежнему будет связано с подъемом Чавеса в стране. Находясь в должности мэра Чакао, Саэс справилась с высоким уровнем преступности в муниципалитете, сделав муниципальную полицию профессиональной, с выпускниками университетов в качестве офицеров, более высокой оплатой труда, новыми полицейскими автомобилями и различными устройствами для передвижения (включая роликовые коньки и горные велосипеды), позволяющими полиции передвигаться быстрее. Преступность резко упала в результате её новаторских идей.

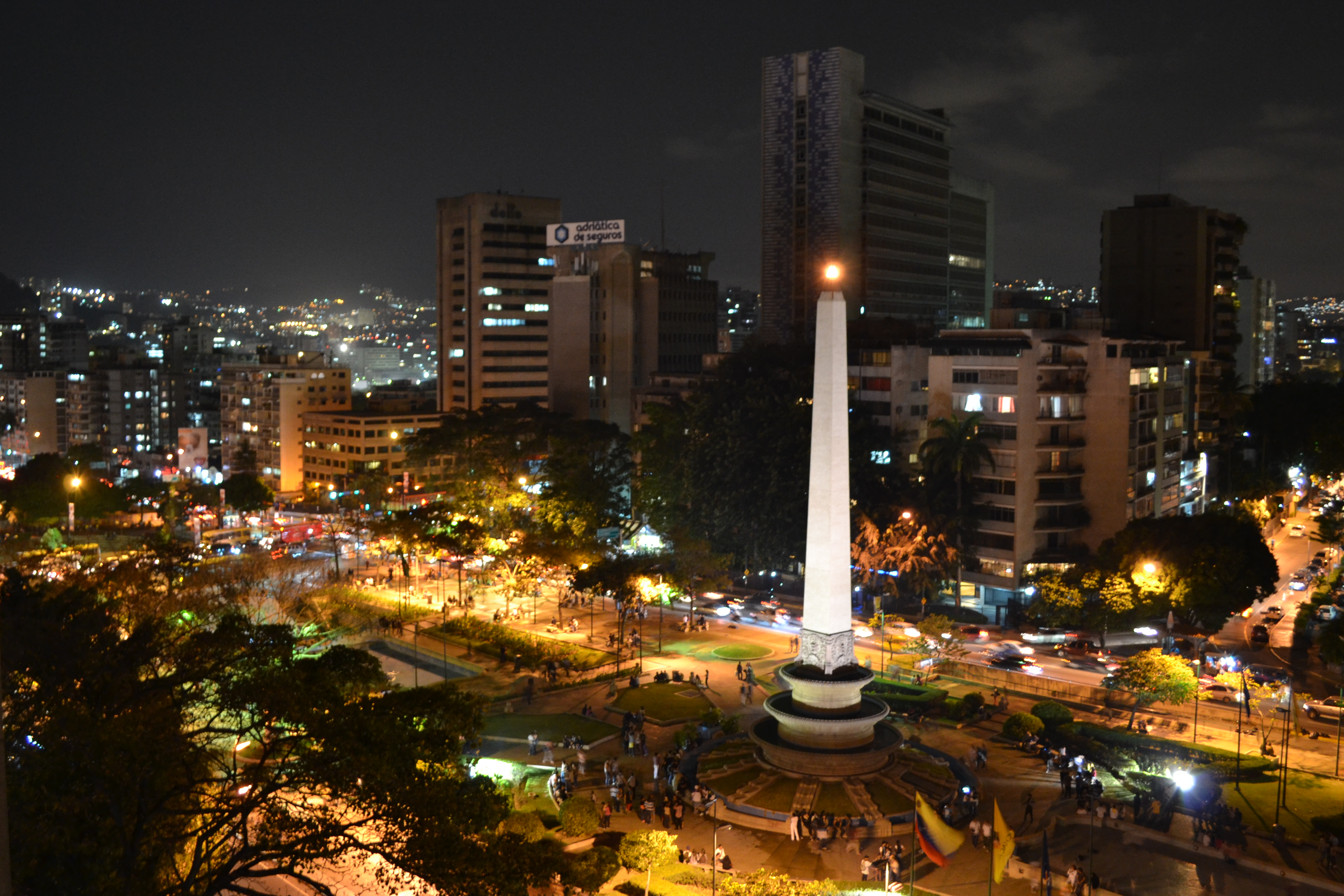
Ночной Чакао (Каракас)

Не имея политического опыта и раздутого самомнения, Саэс никогда не изображала из себя того, кем не является (рыбака, охотника, лётчика, нейрохирурга, паломника, нефтяника, моряка, подводника, проктолога и т.д., чем не брезгуют некоторые политики ради самопиара). Она поступала, как любой нормальный человек, который, когда нужно починить кран, компьютер, электрику просто вызывает мастера. Саэс делегировала лучших экспертов и «нанимала первоклассных администраторов и прислушивалась к их советам во всем, от составления бюджета до управления общественными службами».
В декабре 1995 года Саэс была переизбрана мэром Чакао с 96 процентами голосов поддержки, что является самой высокой долей голосов в демократической истории Венесуэлы. Лондрнская газета «The Times» поставила её на 83-е место в списке 100 самых влиятельных женщин мира.
Саэс держалась на расстоянии от основных партий так долго, как могла, и в 1997 году сформировала свою партию «Объединенное представительство Новой надежды» (IRENE) в качестве стартовой площадки для её возможной баллотировки на президентских выборах в декабре 1998 года. В финальном опросе года в декабре 1997 года она набрала почти 70% поддержки — всего за год до президентских выборов.
Однако, несмотря на то, что она потратила миллионы долларов на рекламу, Саэс упала ниже 15% в течение шести месяцев, поскольку общественность все больше скептически относилась к ее готовности к президентству, и она потеряла доверие как кандидат против истеблишмента после того, как приняла приглашение в право-центристскую политическую партию Венесуэлы COPEI, которое аналитики теперь рассматривают как политическую ловушку для кандидата, опередившего своё время.
Саэс выиграла внутренние внутрипартийные предварительные выборы COPEI, набрав 62,7% голосов против 35,7% голосов Эдуардо Фернандеса, на внеочередном съезде с 1555 делегатами КОРЕЙ, проходившем в отеле Каракаса. В COPEI понимали, что их первоначальный кандидат-мужчина заведомо не проходной и лидеры партии пришли к выводу, что лучший способ сохранить конкурентоспособность на национальном уровне - это заменить его харизматичной, но независимой Ирен Саэс, превратив её в первого независимого кандидата-женщину, поддерживаемого крупной политической партией, на пост президента Венесуэлы. Однако большинство электората Саэс восприняло все иначе и решило, что она попросту продалась; люди разочаровались и отвернулись от неё, считая, что теперь она лишь марионетка действующей власти, которую она не так давно сама критиковала. В конечном итоге Ирене Лайлин Саэс Конде набрала на президентских выборах 1998 года лишь 2,82% голосов, хотя и заняла при этом третье место (никто, кроме первых трёх кандидатов, не набрал и пол процента голосов).
Вскоре после этого Саэс была избрана губернатором штата Нуэва-Эспарта на выборах, которые стали необходимыми после смерти действующего губернатора Рафаэля Товара в январе 1999 года. Она победила набрав более 70% голосов, оставив далеко позади кандидата от Демократического действия. Она занимала пост губернатора штата до 2000 года, уйдя в отставку, когда забеременела, опровергая слухи о том, что Чавес оттолкнул её.

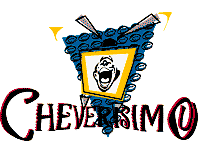
Афиша «Cheverísimo»

### Дальнейшая жизнь
С 2003 года Саэс Конде жила в Майами (штат Флорида, США), где она была назначена в совет директоров «Colonial Bancgroup» — банковской холдинговой компании со штаб-квартирой в Монтгомери (штат Алабама, США), которая обанкротилась в 2009 году.
Как актриса Ирене Лайлин Саэс Конде известна по фильмам «Cheverísimo» (1992), «Corazón, corazón» (1993) и «Miss Universe Pageant» (1995).